# Santo Amaro das Brotas
Santo Amaro das Brotas là một đô thị thuộc bang Sergipe, Brasil. Đô thị này có diện tích 237,9 km², dân số năm 2007 là 11652 người, mật độ 48,98 người/km².